# Ecostoria
L'ecostoria è un metodo interpretativo della storia fondato sull'analisi del rapporto tra ambiente e attività umane.
Tale metodo, così come il relativo neologismo che lo designa, è stato proposto con diversi approcci da vari autori, fra cui Piero Pierotti, a partire dagli anni settanta del XX secolo, e sviluppato nei decenni successivi, in particolare nell'ambito degli studi sulla conservazione della natura e del rapporto uomo-ambiente.
Secondo Pierotti, il metodo ecostorico tenderebbe a privilegiare di fatto le fonti materiali (assetto territoriale, tessuti urbani, strutture architettoniche, manufatti, ecc.), piuttosto che le fonti scritte, su cui si basa la storiografia tradizionale.
Viceversa, altri autori, che si sono occupati della storia dell'ambiente e dell'istituzione dei primi parchi nazionali italiani, con particolare riferimento al Parco Nazionale d'Abruzzo, hanno dimostrato l'esigenza di innestare gli studi del settore sulla complementarità delle suddette fonti, anche in chiave comparata.
Seguendo quest'ultimo indirizzo metodologico, già dal 1980 il Dipartimento di botanica ed ecologia dell'Università di Camerino ha promosso, con il patrocinio del WWF Italia e del Centro Studi Ecologici Appenninici, un'apposita collana editoriale dal titolo «L'uomo e l'ambiente» diretta da Franco Pedrotti.